# Avistamientos de ovnis en el espacio

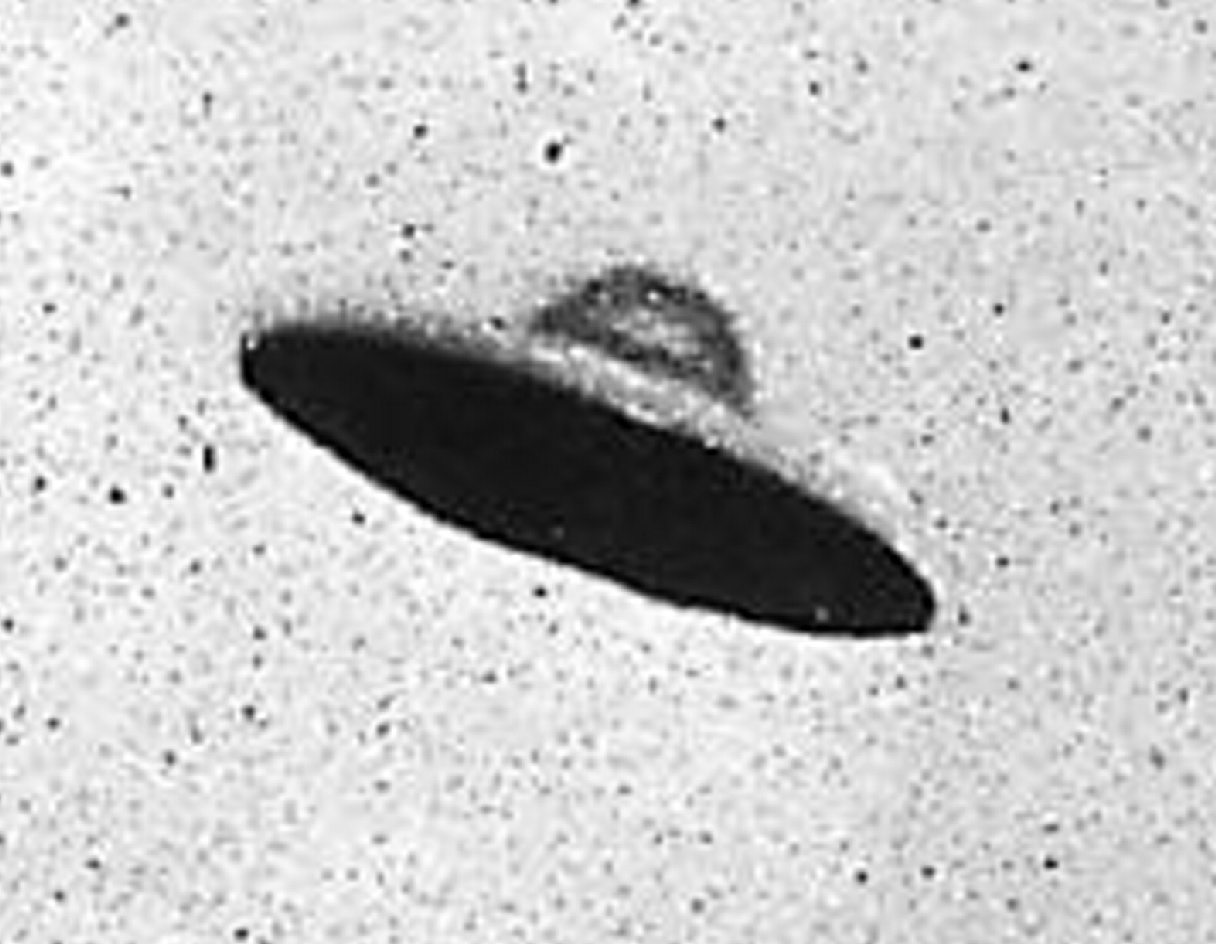
Fotografía de un hipotético ovni en Nueva Jersey, tomada el 31 de julio de 1952.

Los avistamientos de ovnis en el espacio son avistamientos de objetos voladores no identificados notificados por astronautas mientras se encontraban en el espacio. Estos avistamientos se tomaron como evidencia de visitas extraterrestres por ufólogos, aunque se han encontrado explicaciones prosaicas para la mayoría. Algunos de los avistamientos alegados nunca ocurrieron. El autor de ciencia ficción, Otto Binder perpetuó un engaño alegando que el Comandante del Apolo 11, Neil Armstrong había encontrado ovnis durante la misión. Los creyentes en ovnis ven comentarios de astronautas o fotos procesadas por la NASA como una "evidencia muy fuerte" porque ellos son confiables, pero para este grupo de creyentes "no hay ni una pizca de evidencia de la existencia de naves espaciales."
En 2009, fueron puestos videos de la NASA en YouTube por ufólogos, los cuales "renovaron las teorías de conspiraciones de los OVNIs de que el gobierno está escondiendo información sobre sus interacciones con la vida extraterrestre, apoyándose en una falta de contexto para promover una colección de imaginería y alegaciones". A number of the incidents were collected for an episode of the 2014 television series Are We Alone?

## Incidentes
Algunos incidentes donde estuvieron involucrados astronautas o la NASA incluyen:
Durante la misión del Gemini 4, el piloto James McDivitt, divisó un objeto que describió como una "forma cilíndrica blanca con un polo blanco saliendo de una de sus esquinas." Él tomó dos fotografías del objeto. Su compañero, Ed White, se encontraba dormido en ese momento. McDivitt mantiene que eran sobras desconocidas, pero humanas, mientras que el científico James Oberg argumenta que probablemente se trataba de la segunda etapa de la nave Titan 11.
En una transcripción de la misión del Gemini 7, los astronautas mencionaron un "espectro", posteriormente, los ufólogos argumentaron que era una referencia a un ovni. Oberg, basado en su análisis de trayectoria de la misión, describe los comentarios de los astronautas sobre el "espectro" como sobras, y no como algún tipo de ovni. El astronauta que comentó, Frank Borman, confirmó más tarde que lo que había visto no era un ovni, y cuando se ofreció a ir al show de televisión Misterios sin resolver para clarificar, los productores le dijeron: "Bueno, no sé para qué te queremos en el programa."
En la comunidad creyente en ovnis, se han esparcido historias de que Neil Armstrong reportó avistamientos de ovnis durante la misión del Apolo 11. Una explicación era que el avistamiento pudo ser atribuido a componentes desechados. Algunas historias adicionales se tomaron como un engaño esparcido por el autor de ciencia ficción Otto Binder. Buzz Aldrin dice que sus palabras fueron tomadas fuera de contexto de una entrevista realizada en 2005 sobre el incidente.
En 2005, durante una caminata espacial fuera de la Estación Espacial Internacional, el astronauta Leroy Chiao reportó haber visto luces extrañas en una formación que describió como "una línea". El incidente fue promovido como un posible avistamiento de ovni en la serie de televisión ¿Estamos solos?. Chiao dijo que, más tarde, identificó las luces de barcos pesqueros "cientos de millas debajo."
De acuerdo a Scott Waring, editor de UFO Sightings Daily, en abril de 2013 se vieron ovnis diariamente en retroalimentaciones en video de la NASA en vivo.Algunos consideran que se trataba simplemente de basura espacial.
En agosto de 2013, de acuerdo a NASA TV, el astronauta Christopher Cassidy vio un ovni flotar detrás de la Estación Espacial Internacional cerca de la plataforma de carga "Progress M-52." Pronto fue identificado por los controladores de vuelo rusos como una cubierta de la antena del módulo de servicio Zvezda.